# Lijst van afleveringen van The Wire
Dit is een lijst van afleveringen van de Amerikaanse misdaadserie The Wire. De serie begon op 2 juni 2002 en eindigde op 9 maart 2008. De reeks bestaat uit vijf seizoenen en 60 afleveringen.

## Overzicht
| Seizoen | Seizoen | Aantal afleveringen | Begindatum        | Einddatum         | Netwerk |
| ------- | ------- | ------------------- | ----------------- | ----------------- | ------- |
| 0       | 1       | 13                  | 4 augustus 2005   | 15 september 2005 | HBO     |
|         | 2       | 12                  | 29 juni 2006      | 17 augustus 2006  | HBO     |
|         | 3       | 12                  | 13 september 2007 | 15 november 2007  | HBO     |
|         | 4       | 13                  | 18 september 2008 | 20 november 2008  | HBO     |
|         | 5       | 10                  | 17 september 2009 | 10 december 2009  | HBO     |

## Afleveringen

### Seizoen 1 (2002)
| Nr. in serie | Nr. in seizoen | Titel         | Regie           | Scenario                                               | Uitzenddatum     |
| 1            | 1              | "The Target"  | Clark Johnson   | David Simon, Ed Burns                                  | 2 juni 2002      |
| 2            | 2              | "The Detail"  | Clark Johnson   | David Simon, Ed Burns                                  | 9 juni 2002      |
| 3            | 3              | "The Buys"    | Peter Medak     | David Simon, Ed Burns                                  | 16 juni 2002     |
| 4            | 4              | "Old Cases"   | Clement Virgo   | David Simon, Ed Burns                                  | 23 juni 2002     |
| 5            | 5              | "The Pager"   | Clark Johnson   | David Simon, Ed Burns                                  | 30 juni 2002     |
| 6            | 6              | "The Wire"    | Ed Bianchi      | David Simon, Ed Burns                                  | 7 juli 2002      |
| 7            | 7              | "One Arrest"  | Joe Chappelle   | Rafael Alvarez, David Simon, Ed Burns                  | 21 juli 2002     |
| 8            | 8              | "Lessons"     | Gloria Muzio    | David Simon, Ed Burns                                  | 28 juli 2002     |
| 9            | 9              | "Game Day"    | Milčo Mančevski | David H. Melnic, Shamit Choksey, David Simon, Ed Burns | 4 augustus 2002  |
| 10           | 10             | "The Cost"    | Brad Anderson   | David Simon, Ed Burns                                  | 11 augustus 2002 |
| 11           | 11             | "The Hunt"    | Steve Shill     | Joy Lusco, David Simon, Ed Burns                       | 18 augustus 2002 |
| 12           | 12             | "Cleaning Up" | Clement Virgo   | George Pelecanos, David Simon, Ed Burns                | 1 september 2002 |
| 13           | 13             | "Sentencing"  | Tim Van Patten  | David Simon, Ed Burns                                  | 8 september 2002 |

### Seizoen 2 (2003)
| Nr. in serie | Nr. in seizoen | Titel               | Regie                | Scenario                      | Uitzenddatum     |
| 14           | 1              | "Ebb Tide"          | Ed Bianchi           | David Simon, Ed Burns         | 1 juni 2003      |
| 15           | 2              | "Collateral Damage" | Ed Bianchi           | David Simon, Ed Burns         | 8 juni 2006      |
| 16           | 3              | "Hot Shots"         | Elodie Keene         | David Simon, Ed Burns         | 15 juni 2003     |
| 17           | 4              | "Hard Cases"        | Elodie Keene         | Joy Lusco, David Simon        | 22 juni 2003     |
| 18           | 5              | "Undertow"          | Steve Shill          | David Simon, Ed Burns         | 29 juni 2003     |
| 19           | 6              | "All Prologue"      | Steve Shill          | David Simon, Ed Burns         | 6 juli 2003      |
| 20           | 7              | "Backwash"          | Thomas J. Wright     | Rafael Alvarez, David Simon   | 13 juli 2003     |
| 21           | 8              | "Duck and Cover"    | Dan Attias           | George Pelecanos, David Simon | 27 juli 2003     |
| 22           | 9              | "Stray Rounds"      | Tim Van Patten       | David Simon, Ed Burns         | 3 augustus 2003  |
| 23           | 10             | "Storm Warnings"    | Rob Bailey           | David Simon, Ed Burns         | 10 augustus 2003 |
| 24           | 11             | "Bad Dreams"        | Ernest Dickerson     | George Pelecanos, David Simon | 17 augustus 2003 |
| 25           | 12             | "Port in a Storm"   | Robert F. Colesberry | David Simon, Ed Burns         | 24 augustus 2003 |

### Seizoen 3 (2004)
| Nr. in serie | Nr. in seizoen | Titel                  | Regie             | Scenario                      | Uitzenddatum      |
| 26           | 1              | "Time After Time"      | Ed Bianchi        | David Simon, Ed Burns         | 19 september 2004 |
| 27           | 2              | "All Due Respect"      | Steve Shill       | Richard Price, David Simon    | 26 september 2004 |
| 28           | 3              | "Dead Soldiers"        | Rob Bailey        | Dennis Lehane, David Simon    | 3 oktober 2004    |
| 29           | 4              | "Hamsterdam"           | Ernest Dickerson  | George Pelecanos, David Simon | 10 oktober 2004   |
| 30           | 5              | "Straight and True"    | Dan Attias        | David Simon, Ed Burns         | 17 oktober 2004   |
| 31           | 6              | "Homecoming"           | Leslie Libman     | Rafael Alvarez, David Simon   | 31 oktober 2004   |
| 32           | 7              | "Back Burners"         | Tim Van Patten    | Joy Lusco, David Simon        | 7 november 2004   |
| 33           | 8              | "Moral Midgetry"       | Agnieszka Holland | Richard Price, David Simon    | 14 november 2004  |
| 34           | 9              | "Slapstick"            | Alex Zakrzewski   | George Pelecanos, David Simon | 21 november 2004  |
| 35           | 10             | "Reformation"          | Christine Moore   | David Simon, Ed Burns         | 28 november 2004  |
| 36           | 11             | "Middle Ground"        | Joe Chappelle     | George Pelecanos, David Simon | 12 december 2004  |
| 37           | 12             | "Mission Accomplished" | Ernest Dickerson  | David Simon, Ed Burns         | 19 december 2004  |

### Seizoen 4 (2006)
| Nr. in serie | Nr. in seizoen | Titel                | Regie             | Scenario                   | Uitzenddatum      |
| 38           | 1              | "Boys of Summer"     | Joe Chappelle     | David Simon, Ed Burns      | 10 september 2006 |
| 39           | 2              | "Soft Eyes"          | Christine Moore   | David Mills, Ed Burns      | 17 september 2006 |
| 40           | 3              | "Home Rooms"         | Seith Mann        | Richard Price, Ed Burns    | 24 september 2006 |
| 41           | 4              | "Refugees"           | Jim McKay         | Dennis Lehane, Ed Burns    | 1 oktober 2006    |
| 42           | 5              | "Alliances"          | David Platt       | David Simon, Ed Burns      | 8 oktober 2006    |
| 43           | 6              | "Margin of Error"    | Dan Attias        | Eric Overmyer, Ed Burns    | 15 oktober 2006   |
| 44           | 7              | "Unto Others"        | Anthony Hemingway | William F. Zorzi, Ed Burns | 29 oktober 2006   |
| 45           | 8              | "Corner Boys"        | Agnieszka Holland | Richard Price, Ed Burns    | 5 november 2006   |
| 46           | 9              | "Know Your Place"    | Alex Zakrzewski   | Kia Corthron, Ed Burns     | 12 november 2006  |
| 47           | 10             | "Misgivings"         | Ernest Dickerson  | Eric Overmyer, Ed Burns    | 19 november 2006  |
| 48           | 11             | "A New Day"          | Brad Anderson     | David Simon, Ed Burns      | 26 november 2006  |
| 49           | 12             | "That's Got His Own" | Joe Chappelle     | George Pelecanos, Ed Burns | 3 december 2006   |
| 50           | 13             | "Final Grades"       | Ernest Dickerson  | David Simon, Ed Burns      | 10 december 2006  |

### Seizoen 5 (2008)
| Nr. in serie | Nr. in seizoen | Titel                   | Regie                   | Scenario                      | Uitzenddatum     |
| 51           | 1              | "More with Less"        | Joe Chappelle           | David Simon, Ed Burns         | 6 januari 2008   |
| 52           | 2              | "Unconfirmed Reports"   | Ernest Dickerson        | William F. Zorzi, David Simon | 13 januari 2008  |
| 53           | 3              | "Not for Attribution"   | Scott Kecken, Joy Lusco | Chris Collins, David Simon    | 20 januari 2008  |
| 54           | 4              | "Transitions"           | Dan Attias              | David Simon, Ed Burns         | 27 januari 2008  |
| 55           | 5              | "React Quotes"          | Agnieszka Holland       | David Mills, David Simon      | 3 februari 2008  |
| 56           | 6              | "The Dickensian Aspect" | Seith Mann              | David Simon, Ed Burns         | 10 februari 2008 |
| 57           | 7              | "Took"                  | Dominic West            | Richard Price, David Simon    | 17 februari 2008 |
| 58           | 8              | "Clarifications"        | Anthony Hemingway       | Dennis Lehane, David Simon    | 24 februari 2008 |
| 59           | 9              | "Late Editions"         | Joe Chappelle           | George Pelecanos, David Simon | 2 maart 2008     |
| 60           | 10             | "–30–"                  | Clark Johnson           | David Simon, Ed Burns         | 9 maart 2008     |